# Julia von Heinz
Julia von Heinz (3 de junio de 1976, Berlín Occidental ) es una directora de cine y guionista alemana.

## Biografía
De 2005 a 2006, Julia von Heinz trabajó como asistente personal de la directora y profesora Rosa von Praunheim en la Universidad de Cine Konrad Wolf de Babelsberg.
Su primer largometraje, Nothing Else Matters, se estrenó en el Festival Internacional de Cine de Berlín en 2007, se proyectó en numerosos festivales internacionales y ganó varios premios, entre ellos el Premio Especial del Jurado en el Festival Internacional de Cine Gay y Lésbico de Turín. Después de eso, filmó el documental Standesgemäß (2008) sobre mujeres aristocráticas solteras. En 2012, su película infantil Hanni & Nanni 2, basada en la serie de novelas de Enid Blyton, se estrenó con éxito en los cines. Junto con los directores Tom Tykwer, Chris Kraus, Robert Thalheim y Axel Ranisch, realizó el documental Pink Children (2012) sobre su mentora común, Rosa von Praunheim. También en 2012 von Heinz se doctoró en Cine y enseña en la Universidad de Televisión y Cine de Múnich. Además de enseñar, sigue haciendo películas. Su mayor éxito internacional hasta la fecha fue And Tomorrow the Entire World (2020). En este largometraje procesó sus propias vivencias de adolescente en Antifa.

## Premios
- 2008: Premio Especial del Jurado en el Festival Internacional de Cine Gay y Lésbico de Turín (Nothing Else Matters).[6]
- 2009: Premio de la Televisión de Baviera (Standesgemäß).
- 2012: Golden Sparrow del jurado infantil en el festival alemán de cine y televisión para niños (Hanni and Nanni 2).
- 2020: Nominación al León de Oro en el Festival de Cine de Venecia (And Tomorrow the Entire World).
- 2021: Premio de Cine de Baviera (Y mañana el mundo entero).
- 2021: Premio de Cine de la Ciudad de Hof (Premio de Honor) en el Festival Internacional de Cine de Hof.[7]

## Filmografía
- 2001: Dienstags
- 2007: Nothing Else Matters
- 2008: Standesgemäß
- 2012: Hanni y Nanni 2
- 2012: Pink Children
- 2013: El viaje de Hanna
- 2015: I'm Off Then
- 2020: Y mañana el mundo entero[8]
- 2021: Eldorado KaDeWe (miniserie)
- 2021: Isolation (fragmento: "Two Fathers")
- 2024: Treasure